# Heinrich Theodor Grütter

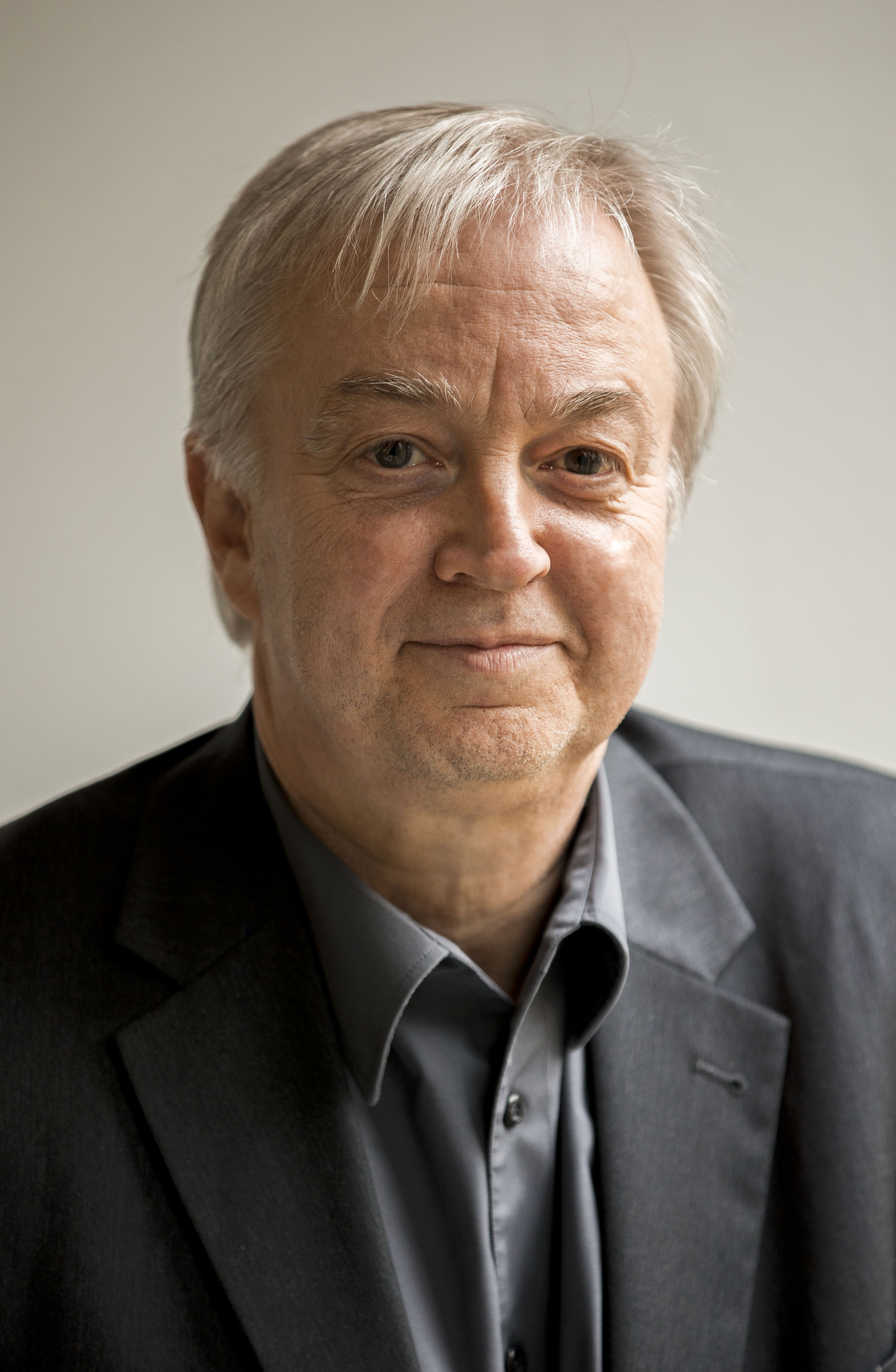
Heinrich Theodor Grütter (2018)

Heinrich Theodor Grütter (* 20. September 1957 in Gelsenkirchen) ist ein deutscher Historiker und Kulturwissenschaftler. Er ist Direktor des Ruhr Museums in Essen, Mitglied des Vorstands der Stiftung Zollverein und Honorarprofessor an der Universität Duisburg-Essen.

## Leben und Wirken
Heinrich Theodor Grütter studierte von 1976 bis 1986 Geschichte, Germanistik, Pädagogik und Klassische Archäologie an der Ruhr-Universität Bochum. Neben wissenschaftlichen Stellen an der Universität-Gesamthochschule Essen 1987 und der Ruhr-Universität Bochum von 1989 bis 1991 war er 1997 wissenschaftlicher Mitarbeiter am Kulturwissenschaftlichen Institut Essen.
Von 1992 bis 1997 und von 1999 bis 2007 war Heinrich Theodor Grütter wissenschaftlicher Mitarbeiter am einstigen Ruhrlandmuseum in Essen und hat von 2008 bis 2011 als Projektleiter den Aufbau und die Dauerausstellung des neuen Ruhr Museums auf Zollverein maßgeblich mitgestaltet. Seit dem 1. Januar 2012 ist er Direktor des Ruhr Museums als Nachfolger von Ulrich Borsdorf und seit dem 1. Oktober 2017 Vorstand der Stiftung Zollverein. Unter seine Verantwortung fallen viele international renommierte Ausstellungen über das Ruhrgebiet, z. B. „200 Jahre Krupp. Ein Mythos wird besichtigt“, „1914 – Mitten in Europa“ oder „Das Zeitalter der Kohle. Eine europäische Geschichte“.
Zudem ist Heinrich Theodor Grütter seit 1986 ständiger Lehrbeauftragter an der Ruhr-Universität Bochum sowie der Universität Duisburg-Essen. Seine Forschungsschwerpunkte umfassen neben der Geschichte des Ruhrgebiets, die Themenbereiche Theorie und Didaktik der Geschichte, Museologie, historische Repräsentation sowie Geschichts- und Erinnerungskultur. 2013 wurde Heinrich Theodor Grütter von der Fakultät für Geisteswissenschaften der Universität Duisburg-Essen zum Honorarprofessor ernannt.
Neben seinen hauptamtlichen Tätigkeiten ist Heinrich Theodor Grütter Mitglied in zahlreichen Gremien, darunter im Stiftungsrat der NRW-Stiftung und im Kuratorium der Stiftung Historische Museen Hamburg, in den wissenschaftlichen Beiräten der Stiftung Geschichte des Ruhrgebiets, des Fritz-Hüser-Instituts für die Literatur der Arbeitswelt, der Gasometer Oberhausen GmbH sowie in den Vorständen des Forum Geschichtskultur an Ruhr und Emscher und des Historischen Vereins für Stadt und Stift Essen.
Im Februar 2020 berief das Kuratorium der Stiftung Haus der Geschichte Nordrhein-Westfalen in Düsseldorf unter Vorsitz des Landtagspräsidenten André Kuper, MdL, Grütter in das Präsidium der neuen Museumsstiftung. Gemeinsam mit dem Vorsitzenden des Präsidiums, Hans Walter Hütter, Präsident a. D. der Stiftung Haus der Geschichte der Bundesrepublik Deutschland, und der ehemaligen Direktorin des LVR-Landesmuseum Bonn, Gabriele Uelsberg, übt er dieses Amt bis Ende 2024 ehrenamtlich aus.

## Ausstellungen mit Katalogen (Auswahl)
- 1990/91: Vergessene Zeiten. Mittelalter im Ruhrgebiet (zusammen mit U. Borsdorf und F. Seibt), (26. September 1990 bis 6. Januar 1991), Ruhrlandmuseum Essen
- 1997: Transit Brügge – Novgorod. Eine Straße durch die europäische Geschichte (zusammen mit U. Borsdorf und F. Seibt), (15. Mai bis 21. September 1997), Ruhrlandmuseum Essen
- 2000: Der Ball ist rund. Die Fußballausstellung (zusammen mit U. Borsdorf, F. J. Brüggemeier, J. Müller, J. Steiner), (12. Mai bis 15. Oktober 2000), Gasometer Oberhausen
- 2002: Wasserfälle an Rhein und Maas (zusammen mit U. Borsdorf, U. Hermanns, J. Steiner), (15. Juni bis 13. Oktober 2002), Düsseldorfer Hafen
- 2008/9: Gold vor Schwarz. Der Essener Domschatz auf Zollverein (zusammen mit B. Falk), (20. Oktober 2008 bis 11. Januar 2009), Ruhr Museum
- 2010: Natur, Kultur und Geschichte des Ruhrgebiets (zusammen mit U. Borsdorf), Dauerausstellung des Ruhr Museums
- 2012/13: 200 Jahre Krupp. Ein Mythos wird besichtigt (30. März 2012 bis 6. Januar 2013), Ruhr Museum
- 2014: 1914 – Mitten in Europa. Die Rhein-Ruhr-Region und der Erste Weltkrieg (zusammen mit W. Hauser) in Kooperation mit dem LVR-Industriemuseum in der Mischanlage der Kokerei Zollverein (29. April bis 26. Oktober 2014)
- 2014/15: Chargesheimer. Die Entdeckung des Ruhrgebiets (26. Mai 2014 bis 18. Januar 2015)
- 2015: Werdendes Ruhrgebiet. Spätantike und Frühmittelalter an Rhein und Ruhr (27. März bis 23. August 2015), Ruhr Museum
- 2016/17: Rock und Pop im Pott. 60 Jahre Musik im Ruhrgebiet, (5. Mai 2016 bis 28. Februar 2017), Ruhr Museum
- 2017: Der geteilte Himmel. Reformation und religiöse Vielfalt an Rhein und Ruhr (3. April 2017 bis 31. Oktober 2017), Ruhr Museum
- 2017: Grün in der Stadt Essen. Mehr als Parks und Gärten (21. Mai bis 27. August 2017), Zeche Zollverein
- 2018: Josef Stoffels. Steinkohlenzechen – Fotografien aus dem Ruhrgebiet (mit S. Grebe), (22. Januar bis 2. September 2018), Ruhr Museum
- 2018: Das Zeitalter der Kohle. Eine europäische Geschichte (mit F.-J. Brüggemeier und M. Farrenkopf), eine Gemeinschaftsausstellung mit dem Deutschen Bergbau-Museum Bochum in der Mischanlage der Kokerei Zollverein (27. April bis 11. November 2018)
- 2018/19: Albert Renger-Patzsch. Die Ruhrgebietsfotografien (mit S. Grebe), (8. Oktober 2018 bis 3. Februar 2019), Ruhr Museum
- 2018: Krieg. Macht. Sinn. Krieg und Gewalt in der europäischen Erinnerung im Rahmen des Projekts UNREST und in Kooperation mit der Ruhr-Universität Bochum, dem Institut für Soziale Bewegungen, der University of Bath und der Aarhus University (12. November 2018 bis 10. Juni 2019), Ruhr Museum
- 2019/20: Aufbruch im Westen. Die Künstlersiedlung Margarethenhöhe (7. April 2019 bis 5. Januar 2020), Ruhr Museum

## Publikationen (Auswahl)
- Geschichte sehen. Beiträge zur Ästhetik historischer Museen, Pfaffenweiler 1988 (hg. zusammen mit J. Rüsen und W. Ernst)
- Museumshandbuch Ruhrgebiet, Bd. 1: Die historischen Museen, Essen 1989
- Geschichtskultur (Jahrbuch für Geschichtsdidaktik, Bd. 3), Pfaffenweiler 1992 (hg. zusammen mit K. Fröhlich und J. Rüsen)
- Museumshandbuch Ruhrgebiet, Bd. 2: Die Kunstmuseen und Galerien, Essen 1993
- Historische Faszination. Geschichtskultur heute, Köln / Weimar / Wien 1994 (hg. zusammen mit K. Füßmann und J. Rüsen)
- Orte der Erinnerung. Denkmal, Gedenkstätte, Museum, Frankfurt a. M./ New York 1999 (hg. zusammen mit U. Borsdorf)
- Sinn (in) der Antike. Orientierungssysteme, Leitbilder und Wertkonzepte im Altertum, Mainz 2003 (hg. zusammen mit K.-J. Hölkeskamp, J. Rüsen und E. Stein-Hölkeskamp)
- Museumshandbuch Ruhrgebiet. Kunst, Kultur und Geschichte, Essen 2003 (hg. im Auftrag des Kulturwissenschaftlichen Institutes und der Kultur Ruhr GmbH)
- Die Aneignung der Vergangenheit. Musealisierung und Geschichte, Bielefeld 2004 (hg. zusammen mit U. Borsdorf und J. Rüsen)
- Gründerjahre. 1150 Jahre Stift und Stadt Essen, Essen 2005 (hg. zusammen mit U. Borsdorf und O. Scheytt)
- Zukunft war immer. Zur Geschichte der Metropole Ruhr, Essen 2007 (hg. zusammen mit U. Borsdorf und D. Nellen)
- Wanderführer durch die Kulturlandschaft Deilbachtal, Essen 2013 (hg. als Kleine Schriften des Ruhr Museums, Bd. 1)
- Die Gartenstadt Margarethenhöhe. Architektur und Geschichte, Essen 2014 (hg. als Kleine Schriften des Ruhr Museums, Bd. 2)
- Vom Haus Industrieform zum Red Dot Design Museum. Eine Essener Designgeschichte, Essen 2015 (hg. als Kleine Schriften des Ruhr Museums, Bd. 3)
- Architekturführer durch die Gartenstadt Margarethenhöhe, Essen 2016 (hg. als Kleine Schriften des Ruhr Museums, Bd. 4)
- Industrienatur auf Zollverein, Essen 2017 (hg. als Kleine Schriften des Ruhr Museums, Bd. 5)
- Der Halbachhammer im Nachtigallental, Essen 2018 (hg. als Kleine Schriften des Ruhr Museums, Bd. 6)
- Kunst auf der Margarethenhöhe, Essen 2019 (hg. als Kleine Schriften des Ruhr Museums, Bd. 7)
- Zeit-Räume Ruhr. Erinnerungsorte des Ruhrgebiets, Essen 2019 (hg. mit S. Berger, U. Borsdorf, L. Claßen und D. Nellen)
- mit Stefanie Grebe: Bilder im Auftrag. Fotografien von Ruth Hallensleben 1931 - 1973. Klartext, Essen 2025, ISBN 978-3-8375-2698-1.